# Colias berylla
Everest Clouded Yellow, Colias berylla là một loài bướm nhỏ thuộc họ Pieridae, có màu vàng và trắng, được tìm thấy ở India.

## Hình ảnh

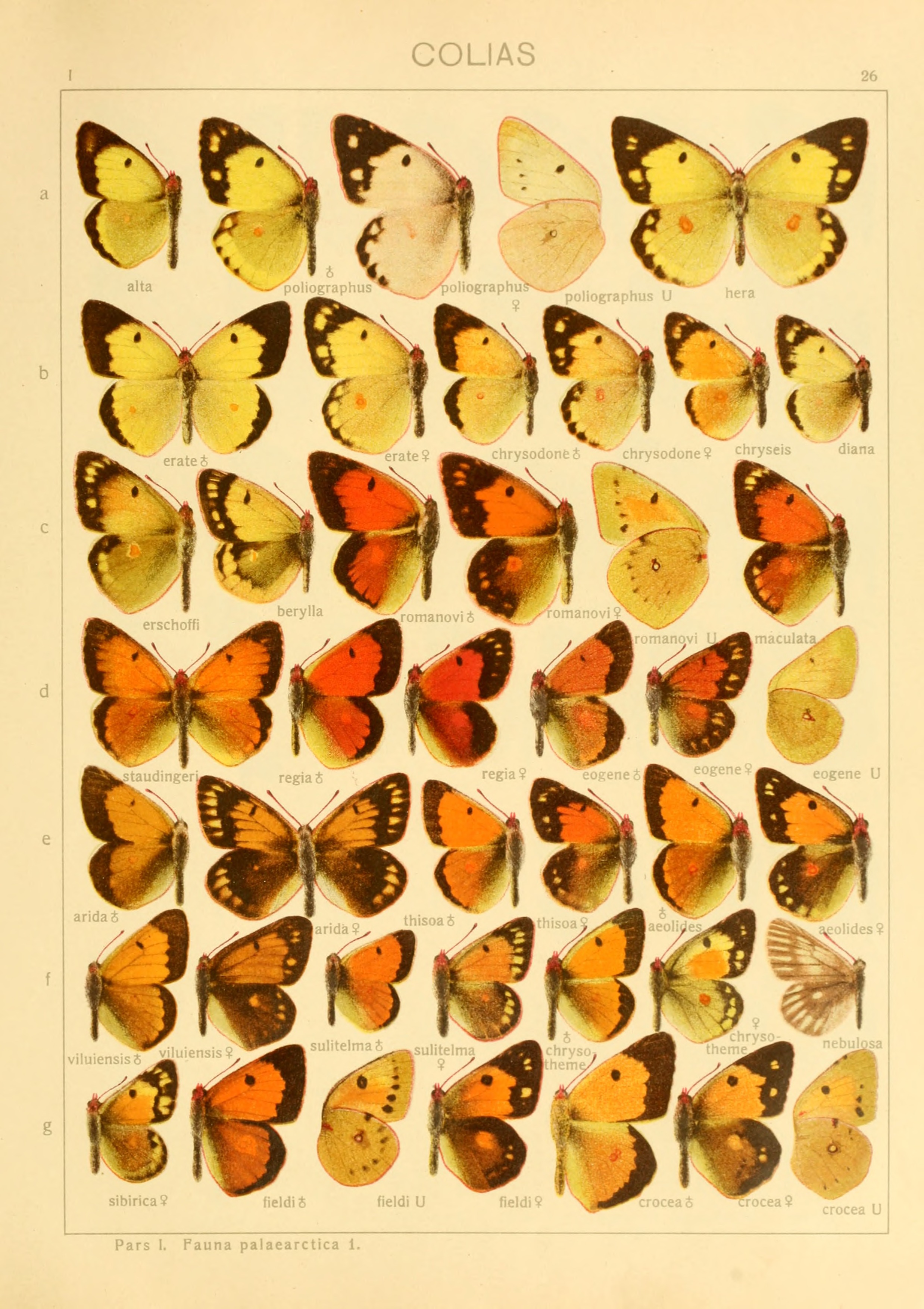